# Chelan Mountains

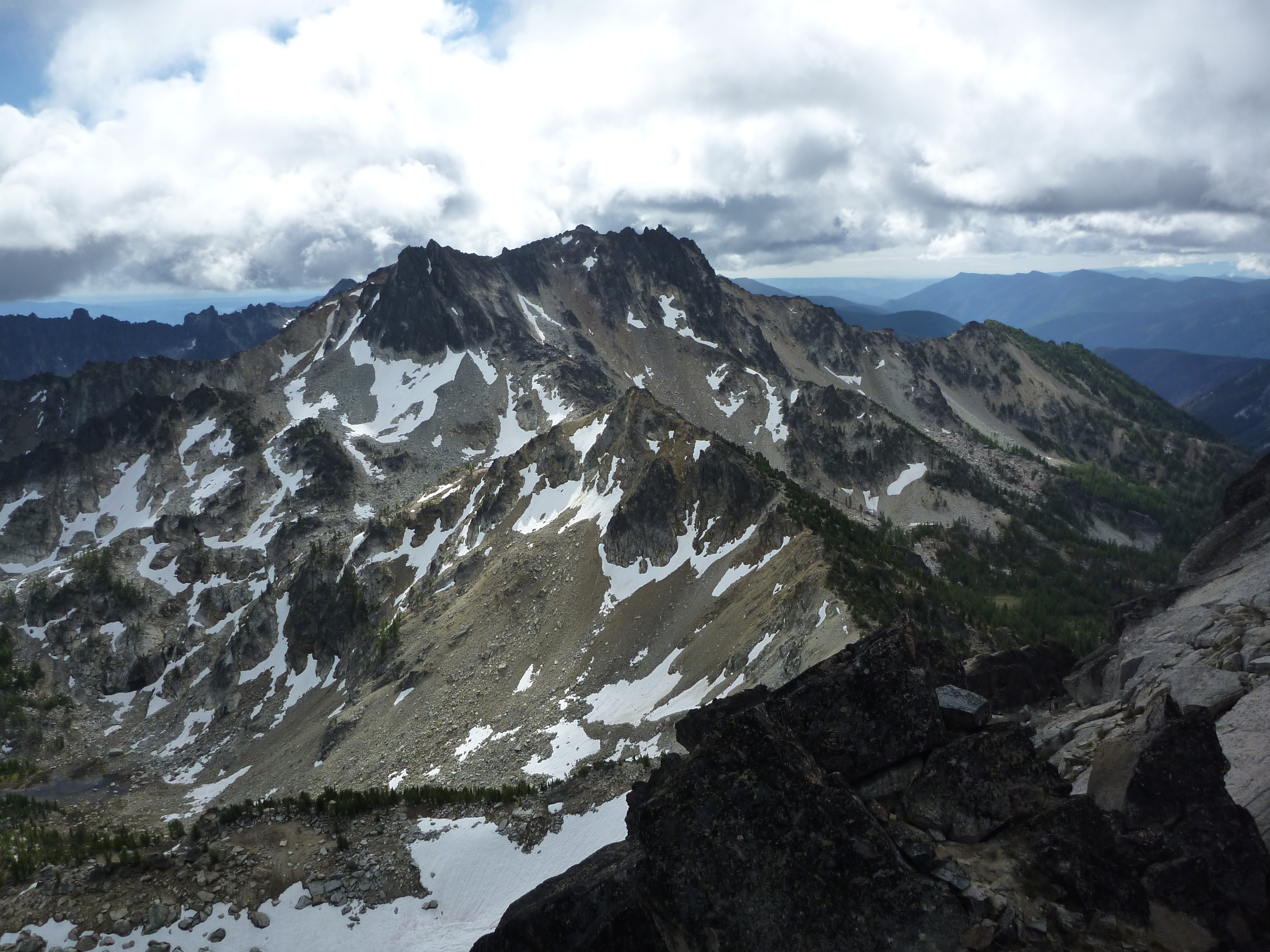
Cardinal Peak, gesehen vom Emerald Peak, Chelan Mountains, Washington, United States (2010)

Die Chelan Mountains oder Chelan Range sind eine Bergkette im US-Bundesstaat Washington. Sie liegen westlich des Columbia River, nördlich des Entiat River und südlich des Lake Chelan. Die Kette ist Teil der North Cascades, einem Abschnitt der Kaskadenkette.

## Geographie
Die Chelan Range ist von Nordwest nach Südost etwa 40 mi (64 km) lang und von Südwest nach Nordost etwa 8 mi (13 km) breit. Sie nehmen etwa 1.240 km² ein.
Die Chelan Mountains erstrecken sich im Süden bis zum Columbia River bzw. Columbia Plateau zwischen dem Entiat River und dem Chelan River. Das Nordende der Kette verschmilzt mit dem Nordende der Entiat Mountains. Der Großteil der Kette liegt innerhalb des Wenatchee National Forest. Der nördliche Abschnitt ist Teil der Glacier Peak Wilderness.
Der Name der Kette stammt vom Volk der Chelan. Eine große Anzahl der Ortsnamen in der Region, darunter viele Namen von Bergen, wurden von Albert H. Sylvester geprägt.

### Gipfel der Chelan Mountains
Die Kette kann grob in einen (höheren) nördlichen und einen (weniger hohen) südlichen Abschnitt gegliedert werden. Alle Gipfel des nördlichen Abschnitts sind mehr als 8.000 ft (2.438 m) hoch.
| Gipfel            | Höhe    | Koordinaten           | Quelle                                                     |
| ----------------- | ------- | --------------------- | ---------------------------------------------------------- |
| Nördlicher Teil   |         |                       |                                                            |
| Cardinal Peak     | 2.618 m | 48° 6′ N, 120° 37′ W  | Cardinal Peak, Washington. Abgerufen am 22. Juni 2018.     |
| Emerald Peak      | 2.567 m | 48° 7′ N, 120° 38′ W  | Emerald Peak, Washington. Abgerufen am 22. Juni 2018.      |
| Saska Peak        | 2.562 m | 48° 7′ N, 120° 39′ W  | Saska Peak, Washington. Abgerufen am 22. Juni 2018.        |
| Pinnacle Mountain | 2.560 m | 48° 8′ N, 120° 40′ W  | Pinnacle Mountain, Washington. Abgerufen am 22. Juni 2018. |
| Pyramid Mountain  | 2.512 m | 48° 5′ N, 120° 34′ W  | Pyramid Mountain, Washington. Abgerufen am 22. Juni 2018.  |
| Gopher Mountain   | 2.439 m | 48° 6′ N, 120° 39′ W  | Gopher Mountain, Washington. Abgerufen am 22. Juni 2018.   |
| Südlicher Teil    |         |                       |                                                            |
| Stormy Mountain   | 2.194 m | 47° 54′ N, 120° 21′ W | Stormy Mountain, Washington. Abgerufen am 22. Juni 2018.   |
| Junior Point      | 2.028 m | 48° 0′ N, 120° 24′ W  | Junior Point, Washington. Abgerufen am 22. Juni 2018.      |
| Angle Peak        | 2.053 m | 47° 56′ N, 120° 25′ W | Angle Peak, Washington. Abgerufen am 22. Juni 2018.        |
| Baldy Mountain    | 1.957 m | 47° 52′ N, 120° 20′ W | Baldy Mountain, Washington. Abgerufen am 22. Juni 2018.    |